# Полякофф, Дина
Дина Полякофф (в замужестве Стиллер, затем Перле, 8 июля 1919, Ловиса — 13 февраля 2005, Израиль) — финская военная медсестра в годы Второй мировой войны. Несмотря на то, что она была еврейкой, она была представлена к Железному кресту за спасение жизней солдат нацистской Германии во время Второй мировой войны, однако отказалась от награды.

## Биография
Уроженка г. Ловиса в Финляндии, Дина изучала стоматологию до начала Второй мировой войны. Во время войны она работала медсестрой в Лотта Свярд, вспомогательной организации, связанной с Шюцкором. Служила на переднем крае фронта во время Второй мировой войны вместе с немецкими воинскими частями. Она была не единственной медсестрой еврейского происхождения, служившей бок о бок с частями нацистской Германии. Её двоюродная сестра Хая Стейнбок также работала медсестрой и получила альбом с сердечными благодарственными посланиями от немецких солдат, которые были под её опекой.
Дина Полякофф произвела на своих немецких пациентов такое впечатление, что её представили к Железному кресту. Она была одним из трёх финских евреев, представленных к нацистской награде, но как и двое других (Лео Скурник и Саломон Класс), её не приняла. Однако, в отличие от двух других, она не просила, чтобы её имя было изъято из списка получателей, а в день церемонии награждения она лично убедилась в том, что ей были готовы вручить награду, после чего демонстративно ушла.
Позже Дина Полякофф эмигрировала в Израиль, где она умерла в 2005 году.